# Geraldo Majella Agnelo

Geraldo Majella kardinál Agnelo (19. října 1933 Juiz de Fora – 26. srpna 2023) byl brazilský římskokatolický kněz, emeritní arcibiskup ve městě San Salvador de Bahia, kardinál.
Zemřel 26. srpna 2023 na cévní mozkovou příhodu ve věku 89 let.

## Kněz
Kněžské svěcení přijal 27. června 1957 v São Paulo. Více než dvacet let působil ve farnosti svatého Antonína v Barra Funda, koordinoval činnost sdružení katolické mládeže, přednášel v několika seminářích, od roku 1964 byl kanovníkem katedrální kapituly v São Paulo.

## Biskup
Dne 14. května 1978 byl jmenován biskupem brazilské diecéze Toledo, biskupské svěcení přijal 6. srpna téhož roku, jeho světitelem byl arcibiskup São Paulo, kardinál Paulo Evaristo Arns. V říjnu 1982 ho papež Jan Pavel II. jmenoval arcibiskupem arcidiecéze Londrin. V letech 1991 až 1999 pracoval v papežské kurii jako sekretář Kongregace pro bohoslužbu a svátosti. V roce 1995 byl jmenován do přípravné komise připravující Velké jubileum roku 2000.
V lednu 1999 se vrátil do Brazílie a nastoupil na arcibiskupský stolec ve městě San Salvador de Bahia, které je rovněž sídlem brazilského primase.

## Kardinál
Při konzistoři únoru 2001 ho papež Jan Pavel II. jmenoval kardinálem. 5. května 2003 byl zvolen na pětileté období předsedou Brazilské biskupské konference. V lednu 2011 přijal papež Benedikt XVI. jeho rezignaci na funkci arcibiskupa vzhledem k dovršení kanonického věku.